# Rathaus Anklam

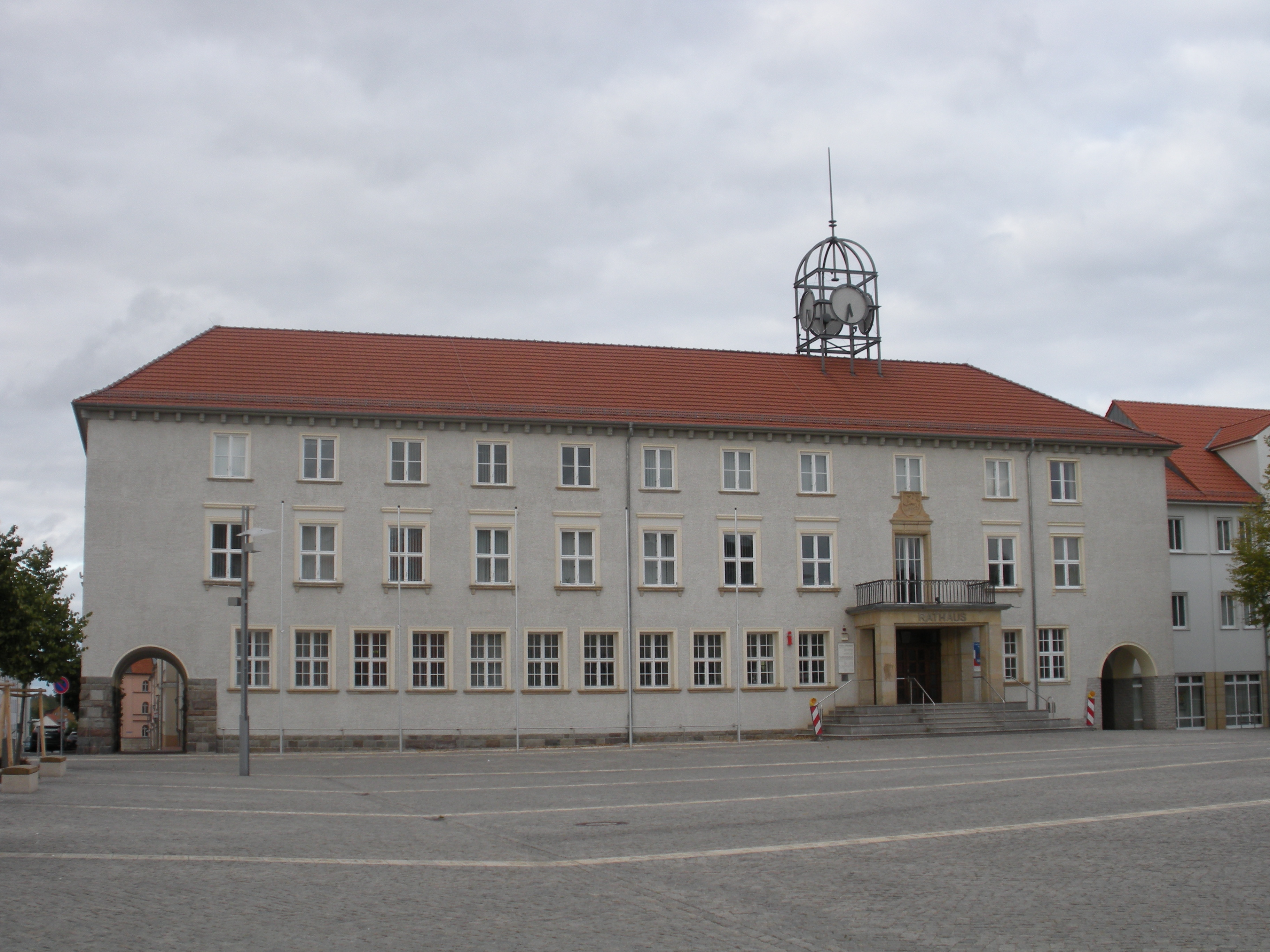

Das Rathaus Anklam in Anklam (Mecklenburg-Vorpommern), Markt 3, stammt von 1950/52. Das alte Rathaus von um 1400 wurde 1842 abgerissen.
Das Gebäude steht unter Denkmalschutz.

## Geschichte

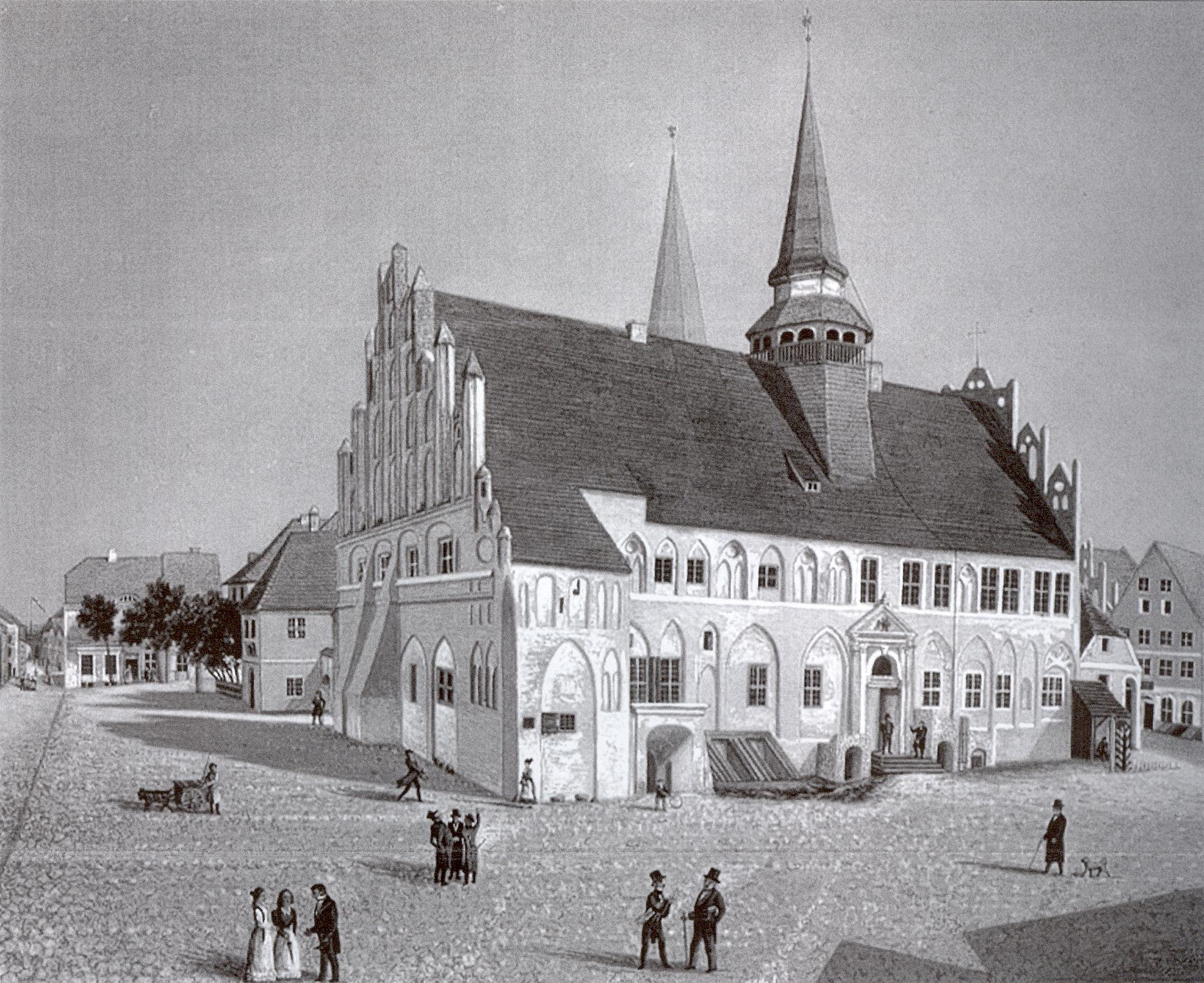
Gotisches Rathaus um 1840

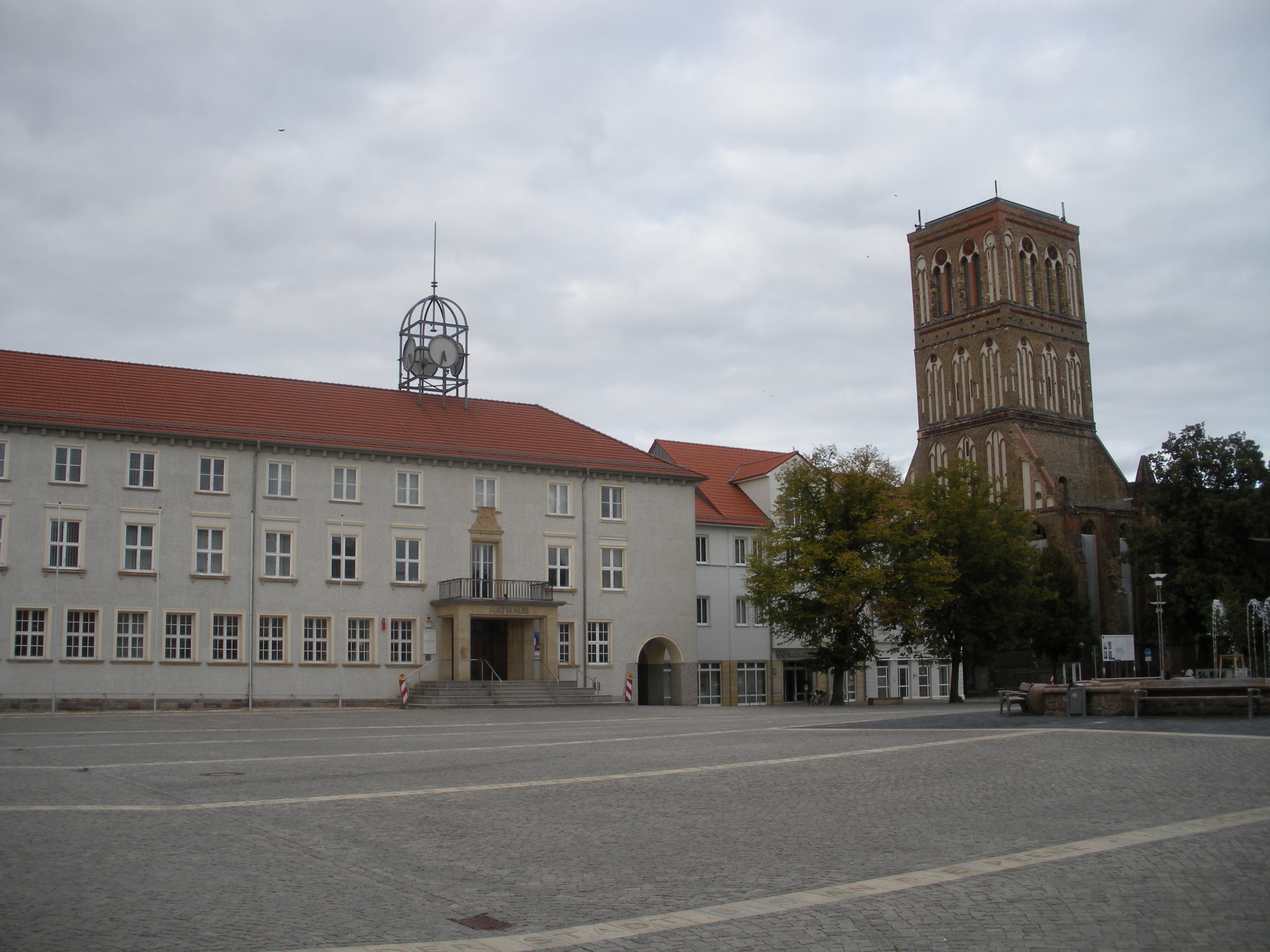
Markt, Rathaus und Nikolaikirche

Die Hanse- und Lilienthalstadt Anklam mit 12.331 Einwohnern (2019) wurde erstmals 1243 als oppidum (Siedlung) und 1264 als civitas (Stadt) erwähnt. Um 1400 entstand ein zweigeschossiges 40 × 14 Meter großes gotisches Rathaus auf der Mitte des Anklamer Marktplatzes mit den repräsentativen Pfeilergiebeln. Der markante große Dachreiter stammt von 1549. Die Fassaden wurden im Stil der Renaissance überformt.
1842 wurde das Gebäude zusammen mit der restlichen Marktbebauung abgerissen ohne Planung für einen Neubau. Die Verwaltung zog in das aufgestockte und umgebaute ehemalige Garnisonslazarett in der Brüderstraße (später Herberge Zur Heimat). 1876 erfolgte der Umzug in das Rathaus an der Peene im  umfunktionierten Hauptzollamt (zuvor Haus Buschick). Das 1904 um einen Turmanbau erweiterte Gebäude wurde 1945 durch Bomben zerstört.
Nach der Zerstörung des Rathauses wurde die Verwaltung bis zum Neubau provisorisch in der Käthe-Kollwitz-Schule untergebracht.
Das dreigeschossige Gebäude am Markt entstand 1950/52 in sachlich repräsentativer Form als elfachsiger Putzbau. Stilistisch ist das Rathaus zwischen der traditionellen Vorkriegsformensprache und einem gemäßigten sozialistischen Klassizismus einzuordnen. Der repräsentative, auf die Mittelachse des Marktes ausgerichtete Natursteineingang mit krönendem Stadtwappen und die Fenstereinfassungen sind neben den seitlichen Arkadengängen mit Pfeilern aus Bossenmauerwerk die dominierenden Schmuckelemente.  Das flach geneigte Walmdach erhielt nach 1991 einen stählernen Dachreiter mit Turmuhr. Das ursprüngliche Baukonzept sah wahrscheinlich eine Erweiterung des Hauses über die gesamte Nordseite des Marktplatzes vor. Die alte Bausubstanz an der Nordostecke des Marktes scheint einen weiteren Ausbau des Rathauses verhindert zu haben. Hierin ist wohl auch die dezentrale Anordnung des Einganges in der Fassade und der ursprünglich nur im Westen vorhandene Arkadengang begründet. Der östliche Arkadengang wurde erst nach 1991 ergänzt. Im Rathaus Am Markt 3 tagt die Stadtvertretung und haben der Bürgermeister sowie der Fachbereich 2 mit dem Finanzmanagement ihren Sitz. Weitere Teile der Stadtverwaltung befinden sich im Rathaus II in der Burgstraße 15 sowie in der Frauenstraße 12.